# Domee Shi
Domee Shi (uttal: [ˈdoʊmi] kinesiska: 石之予; pinyin: Shí Zhīyǔ), född 8 september 1989 i Chongqing i Sichuan, är en kinesiskfödd kanadensisk animatör, filmregissör och manusförfattare. Hon har sedan 2011 arbetat för Pixar, där hon bidragit med storyboard till en mängd filmer. 2018 kom Bao och fyra år senare Röd, båda två i regi av Shi som därmed blev första kvinnliga Pixar-regissör av både kort- och långfilmer (på egen hand). Bao vann Oscar för bästa animerade kortfilm vid 2019 års Oscarsgala.

## Biografi
Shi föddes 1989 i Chongqing i Sichuan som enda barnet. När hon var två år flyttade familjen till Kanada. Hon tillbringade sex månader på Newfoundland, innan familjen flyttade till Toronto.
Hon lärde sig värdet av konst av sin far, som i Kina varit universitetslärare i konst och landskapsmålare. Till kortfilmen Bao lät hon sig dock inspireras av hennes mors personlighet. Shi kommer ihåg att "Min kinesiska mamma försäkrade sig alltid om att jag aldrig skulle vandra iväg för långt, och att jag var trygg.". Under barndomen såg Shi på många Studio Ghibli- och Disney-filmer, vilket exponerade henne för asiatisk film och animation.
Som high school-student såg Shi på anime, läste manga och blev vice ordförande för animeklubben på sin skola. Hon engagerade sig i Internet-baserade konstnätverk och laddade upp fanart till Deviantart. Detta blev hennes första kontakt med en miljö med likasinnade som hjälpte henne att bygga ut sitt nätverk med andra konstnärer. Detta gav också inspiration till henne att söka till Sheridan College.
På Sheridan studerade Shi animation och hon avlade examen 2011. Under sitt andra år på Sheridan läste hon en kurs ledd av Nancy Beiman. Via den kursen valde hon att lära sig mer om storyboard, och till examensarbetet på skolan skapade hon en kortfilm. 2009 praktiserade hon på Chuck Gammage Animation, som assisterande animatör, mellantecknare, storyboard-makare och animatör i allmänhet.

### Tidig karriär
Efter examen arbetade Shi en tid som teckningsinstruktör, med fokus på figurdesign och serietidningsproduktion. 2011 accepterade hon en tremånaderspraktik på Pixar som storyboardtecknare. Detta var hennes andra försök, efter att hon vid en tidigare vända misslyckats med att få motsvarande vid Disney, Dreamworks och liknande studior.
2014 skrev och tecknade Shi en animerad webbserie med titeln My Food Fantasies, där hon skapade vilda situationer omkring mat. Shi har senare förklarat att den serien är grunden för hennes intresse för att skapa historier omkring mat.
Den första filmen Shi arbetade med hos Pixar var Insidan ut (2015), och där hon också fungerade som storyboardmakare. Efter att en kort tid ha arbetat med The Good Dinosaur, blev hon 2015 del av produktionsteamtet för Toy Story 4. Hon skrev också manus till Superhjältarna 2 (2018), och en särskild filmsekvens med rollfigurerna Jack-Jack and Edna Mode.

### Regi
Bao utvecklades som ett sidoprojekt vid sidan av Shis heltidsjobb med Insidan ut. Den här kortfilmen var ett av tre projekt som Shi föreslog för sin mentor Pete Docter och Pixar att kunna vidareutveckla. När Bao 2015 fick grönt ljus, blev Shi därmed den första kvinnan som regisserade en kortfilm för studion. Den åtta minuter långa filmen hade 2018 premiär på Tribeca Film Festival, där den visades före Superhjältarna 2 under festivalen. 2019 vann Shi Oscar för bästa kortfilm för filmen, och hon blev då även den första icke-vita kvinnan att vinna det priset.
Pixar meddelade 8 maj 2018 att Shi skulle regissera en långfilm på studion. Den 26 november 2018 bekräftade Shi att hon arbetade på en film för studion. Shi sa också att filmen var i ett tidigt utvecklingsstadium, och att historien fortfarande inte var riktigt utarbetad. Hon var dock "riktigt upprymd över att få arbeta med det här 90-minutersformatet". 1 januari 2019 meddelade Shi att filmen planerades att bli "underhållande och känslomässig".
9 december 2020 avslöjades filmens titel – Turning Red ('bli röd'; svensk titel Röd). Filmen planerades ursprungligen att få biopremiär 11 mars 2022. På grund av den kraftigt ökande smittspridningen av Sars-cov-2 omikron-viruset, beslutade man istället att låta filmen bli en strömmad film på Disney+ – från detta datum. Disney meddelade att filmen under mars var den mest strömmade titeln på Disney+.
I början av april 2022 utsågs Domee Shi till vice-president på den kreativa avdelningen hos Pixar, vid sidan av Andrew Stanton, Peter Sohn och Dan Scanlon.

## Influenser
Domee Shi har influerats av sin fars konst, och han fungerade under skoltiden som hennes bildlärare. Shi sa även "Jag frågade honom om vad han tyckte [om filmen], och han svarade: 'Jag tyckte mycket om den, men jag har en del kommentarer.' Jag kände det som 'Så klassiskt av pappa'.
I en intervju för tidningen Now meddelade Shi att de animerade filmerna Mina grannar Yamadas (1999) och Spirited Away (2001) fungerade som inspirationskällor inför skapandet av kortfilmen Bao.

## Filmografi (urval)
Filmerna nedan listar långfilmer, om ej annat nämns
- 2015 – Insidan ut (storyboard)
- 2015 – Den gode dinosaurien (storyboard)
- 2015 – Superhjältarna 2 (storyboard)
- 2018 – Bao (kortfilm; regi/manus)
- 2019 – Toy Story 4 (storyboard)
- 2022 – Röd (långfilm; regi/manus)